# Centro Olímpico Juan Pablo Duarte
El Centro Olímpico Juan Pablo Duarte (COJPD) es un parque y complejo deportivo multiuso en Santo Domingo, República Dominicana.
Se encuentra en el perímetro de las avenidas Máximo Gómez, John F. Kennedy, Ortega y Gasset y 27 de Febrero. Asimismo, cuenta con acceso a tres estaciones del Metro de Santo Domingo: Juan Pablo Duarte (Líneas 1 y 2), Juan Bosch (Línea 1) y Juan Ulises García Saleta (Línea 2).

## Historia
Los inicios del Centro Olímpico se remontan al gobierno del Triunvirato, que mediante el decreto 18-86 del 17 de diciembre de 1964 cedió 160 000 metros cuadrados de los terrenos del antiguo Aeropuerto "General Andrews" para la construcción de un "Parque Metropolitano". Al mando del ingeniero Juan Ulises "Wiche" García Saleta, se empezó a habilitar los terrenos de este "Parque Metropolitano" con la colaboración de voluntarios y algunos empleados del Ayuntamiento del Distrito Nacional, quienes sembraron árboles, instalaron bancos y construyeron canchas deportivas. Las primeras instalaciones listas fueron los estadios de softbol, completados en 1968, y se continuó con la construcción de estadios de béisbol, canchas de baloncesto, tenis y voleibol al aire libre, una sencilla pista de atletismo, calles interiores diseñadas para albergar eventos de ciclismo y una piscina olímpica. El recinto fue luego renombrado a "Centro Olímpico Juan Pablo Duarte" como protección ante familias poderosas que se disputaban los terrenos.
Tras la obtención de la sede de los Juegos Centroamericanos y del Caribe de 1974 para Santo Domingo, el Gobierno del Dr. Joaquín Balaguer se integró a los trabajos del complejo, construyendo las instalaciones para albergar el evento regional, las cuales incluyeron el Palacio de los Deportes, pabellones de Gimnasia y Voleibol y el Estadio Olímpico.
En el primer gobierno de Leonel Fernández, el perímetro del complejo fue reducido junto a sus áreas verdes circundantes, debido a la ampliación de las avenidas 27 de Febrero, John F. Kennedy y el tramo adyacente de la Máximo Gómez.
El Centro Olímpico fue sede de varios eventos de los Juegos Panamericanos de 2003, para lo cual fue reacondicionado y remodelado en sus instalaciones principales, como la ampliación de la Piscina Olímpica y la edificación de un nuevo Pabellón de Voleibol.[cita requerida]
Entre 2005 y 2012 de nuevo se tomaron áreas verdes del Centro Olímpico para la construcción de estaciones del Metro de Santo Domingo.
En 2011, se denunció que el complejo había caído en mal estado y empezaron a realizar esfuerzos para preservarlo y mantenerlo.[cita requerida]

## Instalaciones
- Estadio Olímpico Félix Sánchez (construido 1974)
- Palacio de los Deportes Virgilio Travieso Soto (c. 1974)
- Centro Acuático (Piscina Olímpica) (c. 1968-1974, ampliado 2003)
- Velódromo Olímpíco (c. 1974)
- Pabellón de Voleibol (c. 1974, destruido 1979, reconstruido 1982)
- Pabellón de Gimnasia (c. 1974, destruido 1979, reconstruido 1982)
- Pabellón de Deportes de Combate
- Palacio del Voleibol Ricardo "Gioriver" Arias (c. 2003)
- Gimnasio de entrenamiento de boxeo
- 2 estadios de softbol (c. 1968, ampliados 2003)
- 3 estadios de béisbol
- Estadios de béisbol de Pequeñas Ligas
- Pista de entrenamiento Alberto "Gringo" Torres (c. 2003)
- Canchas de baloncesto y mini-básquet al aire libre
- Pabellón de racquetball
- Pabellón de lucha Olímpica
- Canchas de tenis
- Casa Nacional del Judo
- Cancha de fútbol sala
- Cancha de voleibol playa
- Frontón de pelota vasca
- Pista de tierra BMX
- Pabellón Federación Dominicana de Ajedrez
- Edificio Ministerio de Deportes y Recreación
- Edificio Federación Dominicana de Softbol
- Pabellón de la Fama del Deporte Dominicano (c. 2012)
- Museo del Deporte Dominicano
- Pabellón de Esgrima Juan Pablo Duarte
- Destacamento de la Policía Nacional sector Naco
- Estación Eléctrica
- Áreas infantiles